# Anders Lööf
Anders Lööf (ur. 11 maja 1961) – szwedzki curler, medalista mistrzostw świata, brat Anniki.
Lööf w sezonie 1988/1989 był drugim w zespole Thomasa Norgrena. Ekipa z Frösö-Oden Curlingklubb wygrała rozgrywki Elitserien i reprezentowała kraj na Mistrzostwach Świata 1989. Po Round Robin Szwedzi z 2. miejsca awansowali do półfinału, który przegrali wynikiem 3:4 na korzyść Kanadyjczyków (Pat Ryan), w rezultacie przyznano im brązowe medale.
Po pięciu latach, gdy funkcję skipa piastował Jan-Olov Nässén drużyna z Östersund ponownie triumfowała w rozgrywkach ligowych. Po fazie grupowej Mistrzostw Świata 1994 zespół Szwecji musiał rozegrać mecz barażowy przeciwko Stanom Zjednoczonym (Scott Baird), który wygrali wynikiem 6:4. Do finału awansowali pokonując wcześniej 6:4 Szwajcarów (Markus Eggler). W meczu o tytuł mistrza globu Skandynawowie ulegli 2:3 Kanadzie (Rick Folk).
W późniejszych latach brał udział w rywalizacji krajowej jednak bez większych sukcesów, pełnił także rolę trenera.

## Drużyna
|           | Czwarty         | Trzeci          | Drugi            | Otwierający      |
| --------- | --------------- | --------------- | ---------------- | ---------------- |
| 2008/2009 | Jan-Olov Nässén | Anders Lööf     | Mikael Ljungberg | Leif Sätter      |
| 2002/2003 | Jan-Olov Nässén | Anders Lööf     | Mikael Ljungberg | Leif Sätter      |
| 2001/2002 | Bosse Sjölund   | Jan Wallin      | Anders Lööf      | Örjan Jonsson    |
| 1997/1998 | Martin Mattsson | Anders Lööf     | Leif Sätter      | Mikael Ljungberg |
| 1993/1994 | Jan-Olov Nässén | Anders Lööf     | Mikael Ljungberg | Leif Sätter      |
| 1988/1989 | Thomas Norgren  | Jan-Olov Nässén | Anders Lööf      | Mikael Ljungberg |